# Gileppe-Talsperre
Die Gileppe-Talsperre ist eine Talsperre in Belgien in der Nähe des Limbourger Ortsteiles Goé zwischen Eupen und Verviers. Der Hauptzufluss ist der im Hohen Venn entspringende Gileppe-Bach. Ihre ursprüngliche Bestimmung war die Regulierung der Brauchwassermengen für die Textilindustrie im Tal der Weser.

## Geschichte
Bereits in der Zeit, als die Region von 1795 bis 1815 unter französischer Besatzung stand, fanden erste Untersuchungen statt, um im Oberlauf der Weser und der Hill eine Talsperre zu errichten, die vor allem eine gleichmäßige Wasserversorgung gewährleisten sollte für die in jener Zeit florierende heimische Tuchindustrie in den Städten Eupen, Dolhain, Verviers und Ensival, die sich entlang des Flusses angesiedelt hatte. Zwar führten zu dieser Zeit die Weser und ihre Nebenflüsse nach jedem ergiebigen Regen und nach der Schneeschmelze genügend Wasser mit sich, aber durch die großräumige Trockenlegung der benachbarten Wälder und die Einführung der Forstkulturen kam es in den Zwischenphasen teilweise zur Austrocknung und infolgedessen auch zur Verschmutzung der Bäche, womit sie für die Tuchindustrie unbrauchbar wurden.
Doch erst Jahre nachdem die Region um Eupen ab 1815 preußisch und die Region um Verviers ab 1830 belgisches Hoheitsgebiet geworden war, wurde 1838 der Plan zum Bau einer Talsperre wieder aufgenommen. Da mit der neuen Staatenaufteilung der Oberlauf der Weser jetzt ebenfalls auf preußischem Gebiet lag, die Weser aber hinter Eupen flussabwärts durch Belgien floss, gab es Schwierigkeiten mit den Zuständigkeiten und der möglichen Umsetzung. Somit dauerte es bis 1857, bevor zunächst die Stadt Verviers den Ingenieur Eugène Bidaut (1808–1868) beauftragte, den Bau einer Talsperre im Einzugsbereich des Gileppe-Baches zu sondieren. Die ersten Ergebnisse seiner Untersuchungen zeigten, dass die gewünschten Wassermengen den Erwartungen nicht entsprachen und somit kontaktierte die Stadt Verviers Julius The Losen, den Präsidenten der Handelskammer Eupen, um mit ihm wie ursprünglich geplant eine gemeinsame Talsperre, jetzt allerdings länderübergreifend, zu konzipieren. Bidaut nahm diese Überlegungen in seine Untersuchungen auf und legte sich dort auf ein Gebiet im Bereich des Zuflusses des Getzbaches in die Weser fest. Da dieses jedoch nur fünf Kilometer oberhalb des Eupener Ortsteils Haas in der Unterstadt lag, der mit seinen damals rund 3000 Einwohnern bei einem Dammbruch unmittelbar betroffen gewesen wäre, stieß das Vorhaben auf massive Skepsis der Eupener und der preußischen Regierung, die 1864 den Vorgang damit offiziell zu den Akten legte.
Somit blieb es bei dem Antrag vom 13. Juni 1860 der Stadt Verviers bei der belgischen Zentralregierung, die Gileppe-Talsperre zu verwirklichen. Diese genehmigte schließlich ein Jahr später den Bau und einen Zuschuss von fünf Millionen Belgischen Franken. Im Jahr 1867 begannen die Arbeiten an der Staumauer und am 28. Juli 1878 konnte König Leopold II. die neue Talsperre einweihen.
Die Wesertalsperre hingegen wurde dennoch gebaut, jedoch erst nachdem infolge des Ersten Weltkrieges der Kreis Eupen ebenfalls dem belgischen Staat zugesprochen worden war.

## Staumauer
Die ursprüngliche Staumauer war Europas älteste Beton-Staumauer. Die Wasseraufnahmekapazität des Stausees betrug anfangs 13 Mio. m³, die Fläche 86 ha.
Zwischen 1951 und 1953 wurde ein 2,5 km langer Stollen gegraben, um der Talsperre das Wasser der Soor zuzuführen, die natürlicherweise bei Eupen in die Hill fließt. Von 1967 bis 1971 wurde die Stauhöhe um mehr als 15 m (von 51,76 m auf 68 m) erhöht und nun nicht mehr als Gewichtsstaumauer, sondern als Steinschüttdamm ausgebaut. Ihre Kapazität beträgt seitdem 26,5 Mio m³ bei einer Fläche von 130 ha. Sie gehört zu einem Trinkwasserverbund mit der Wesertalsperre in Eupen.

## Der Löwe

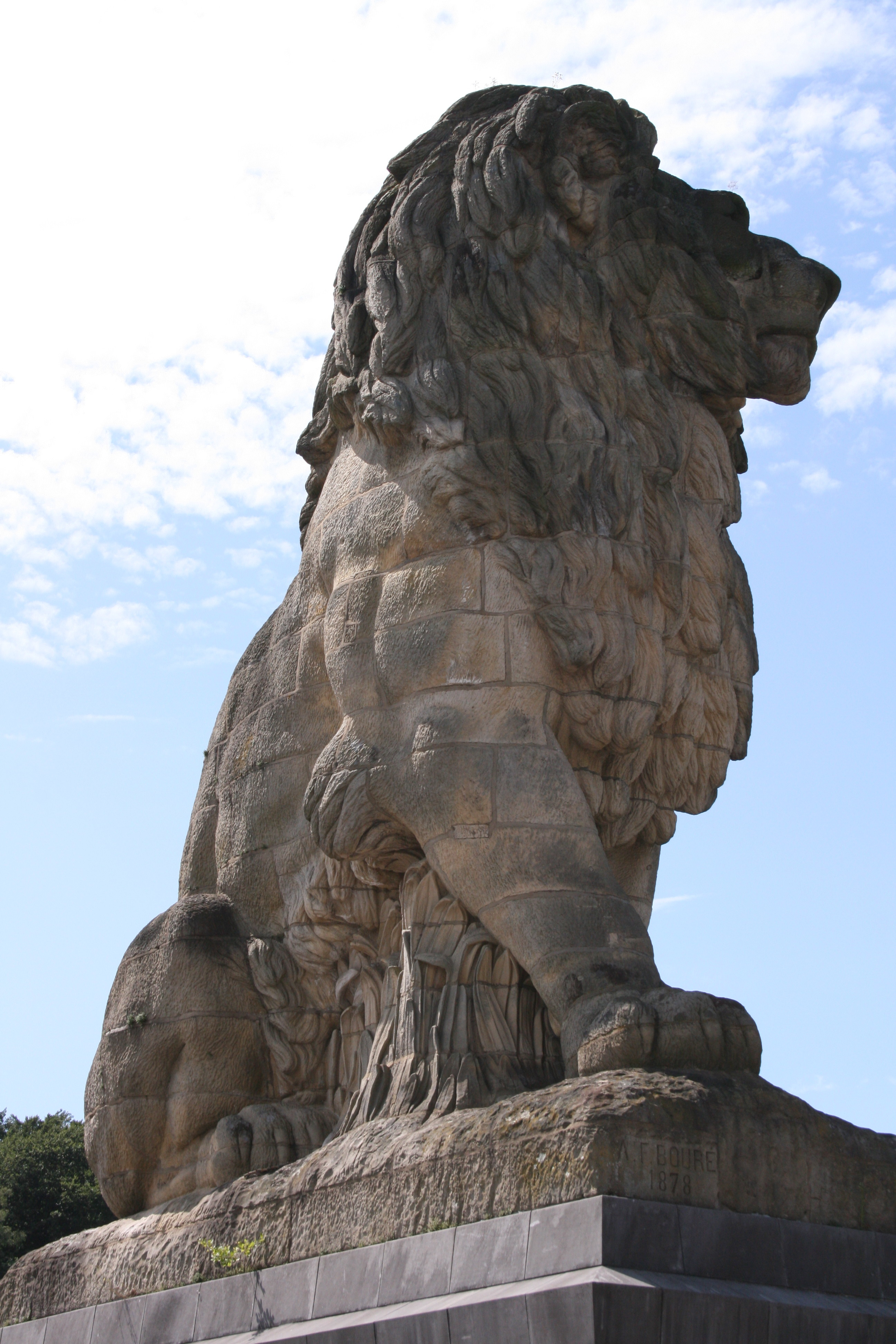
Der Löwe

Das Wahrzeichen ist ein 13,5 m hoher Sandsteinlöwe, der aus 180 Blöcken besteht und 300 t schwer ist. Er steht auf der Dammkrone und ist nach Nord-Osten, zur damaligen Kreisstadt Eupen und zur ehemaligen preußischen Grenze hin ausgerichtet, die ca. 5 km entfernt war. Der ausführende Künstler war Antoine-Félix Bouré (1831–1883). Im Oktober 2000 wurde der Löwe vollständig restauriert.

## Tourismus
In den 1970er Jahren beschloss die Provinz Lüttich den Bau eines 77,60 m hohen Aussichtsturmes. Der Bau dauerte wegen finanzieller und politischer Probleme von 1976 bis 1982, danach blieb die Anlage aus den gleichen Gründen bis 1996 ungenutzt. Bei der Inbetriebnahme des Aussichtsturms stellte sich heraus, dass der größte Teil der Aussicht wegen nicht berücksichtigter Baumhöhen durch Wälder und die Hügel der Umgebung verdeckt wird. Die Betreiber wechselten seit 1997 mehrfach. Seit 2007 liegt der Betrieb des Aussichtsturmes samt Museum und Restaurant in den Händen eines ehrenamtlichen Vereins. Anfang 2008 wurde im Auftrag des Wallonischen Ministeriums für Kultur und Tourismus ein Tourismuscenter mit Museum und Präsentationsraum sowie eine an Wochenenden geöffnete Cafeteria mit Fahrradverleih in Betrieb genommen.